# 伊豆文邸
伊豆文邸（いずぶんてい）は、静岡県賀茂郡松崎町松崎250-1にある古民家である。

## 歴史
1910年（明治43年）の建築。
もと呉服商店であったが、所有者が建物を町に寄贈。2005年度（平成17年度）に内部を改修し、休憩所として開放した。管理は地元のボランティア団体・伊豆文サポートが担当している。

## 建築
木造2階建ての母屋（延べ約260平方メートル）のほか、裏になまこ壁の土蔵が2棟あり、かつて製糸業で繁栄した松崎の歴史を物語っている。

## 利用案内
- 開館時間：午前9時 - 午後4時（休館日は不定）[1]
- 入館料：無料[1]

## 交通アクセス
公共交通機関
松崎バスターミナルから雲見入谷または八木山方面行きの路線バス（西伊豆東海バス）に乗車し、約10分間。「長八美術館」バス停で下車し、徒歩2分間。
自動車
伊豆の長八美術館が近傍にあり、その駐車場が利用できる。